# Aleksander Malczewski
Aleksander Malczewski (Malczowski) herbu Tarnawa – podwojewodzi bełski w 1700 roku, cześnik bracławski.